# Samotragus
Il samotrago (gen. Samotragus) è un mammifero artiodattilo estinto, appartenente ai bovidi. Visse nel Miocene medio - superiore (circa 12 - 6 milioni di anni fa) e i suoi resti fossili sono stati ritrovati in Europa. 

## Descrizione
Questo animale era molto simile a un'attuale gazzella, e il suo peso doveva aggirarsi sui 10  - 15 chilogrammi. Il cranio era dotato di corna spiralate e di una dentatura con molari a corona relativamente bassa (brachidonte). Le zampe, come le forme attuali, erano molto allungate.

## Classificazione
Samotragus fa parte di una radiazione evolutiva di antilopi dalle corna spiralate che, nel corso del Turoliano, invasero la regione mediterranea, che in quel periodo era caratterizzata da un habitat di boschi aperti e praterie. La specie tipo di Samotragus è S. crassicornis, rinvenuta a Samo; più piccola e primitiva doveva essere S. praecursor. In strati del Miocene medio della Spagna è stata ritrovata un'altra specie, S. pilgrimi. In Italia (Brisighella) è stata ritrovata la specie Samotragus occidentalis, del Miocene terminale, poi rinvenuta anche in Toscana. 

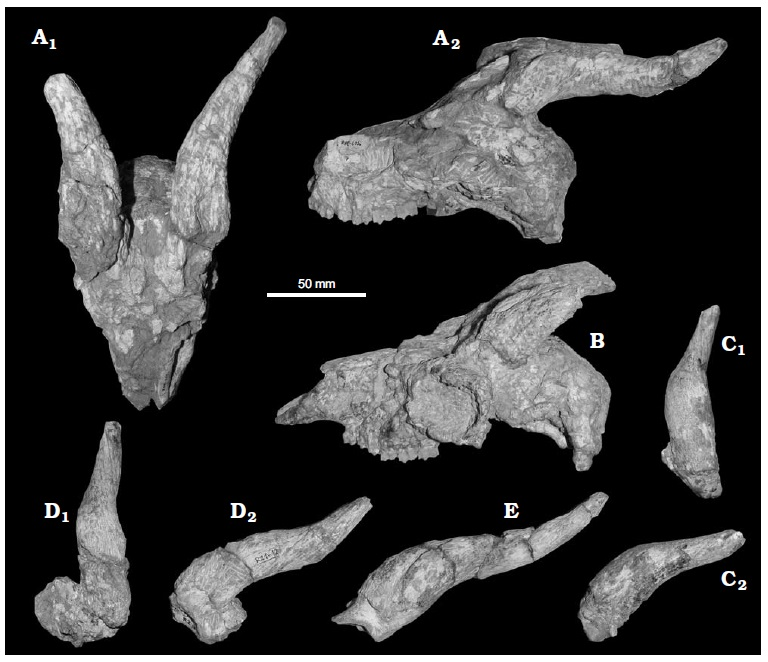
Crani di Samotragus praecursor

Tra le altre forme simili diffuse nel Turoliano, si ricordano Prostrepsiceros, Ouzoceros, Hispanodorcas, Nisidorcas e Oioceros. Quest'ultima è ritenuta la forma più affine, classificata assieme a Samotragus nel gruppo degli Oiocerini.

## Paleobiologia

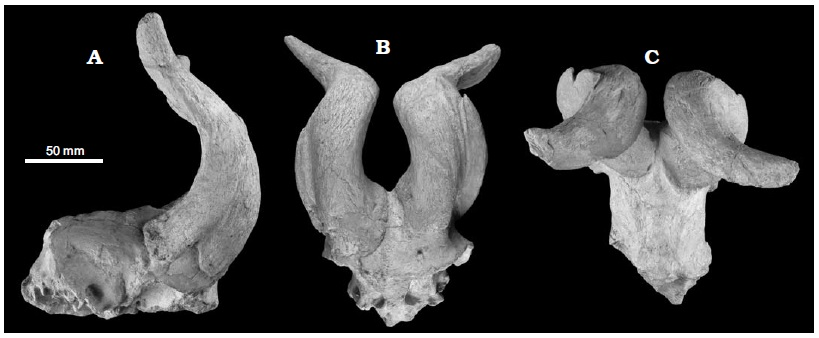
Cranio di Samotragus crassicornis

I denti di Samotragus indicano che questo animale, al contrario di altre forme simili, non poteva nutrirsi di una grande varietà di vegetali, e principalmente doveva fare affidamento su materiale tenero come foglie. Le lunghe zampe sottolineano come Samotragus fosse adattato alla corsa veloce e al salto; questa antilope abitava il sottobosco secco e le pianure aperte.